# Tiësto
Tiësto [ˈcɛstoː] (есть как вариант Тье́сто, так и вариант Тие́сто; настоящее имя — Тейс Михил Вервест (нидерл. Tijs Michiel Verwest [ˈtɛi̯s miˈxil vərˈʋɛst]); род. 17 января 1969, Бреда, Северный Брабант) — нидерландский диджей, музыкальный продюсер, композитор, а также дизайнер одежды и филантроп. Является одним из наиболее титулованных диджеев в истории электронной танцевальной музыки. На протяжении трёх лет подряд, в 2002, 2003 и 2004-м, был диджеем #1 в мировом рейтинге DJ Mag Top 100. Он также три раза получал звание лучшего диджея мира по версии International Dance Music Awards — в 2007, 2008 и 2009-м.
Tiësto не раз признавался лучшим у себя на родине, где помимо множества музыкальных наград и премий он получал куда более серьёзные почести. За свои успехи и реальную популяризацию культуры Нидерландов в мире, в мае 2004 года он был удостоен титула Рыцаря Оранжевого ордена — получив его из рук королевской семьи Нидерландов. В том же году, Tiësto был включен в список 40 величайших голландцев всех времён. На данный момент он является самым популярным человеком своей страны, о чём говорят показатели в социальных сетях, а также одним из самых богатых людей Нидерландов.
В начале 2011 года, популярный британский журнал о танцевальной музыке Mixmag огласил результаты проведенного ими специального интернет-голосования, по итогам которого Tiësto был признан величайшим диджеем всех врёмен. Немного позднее, легендарный трек голландца Adagio for Strings занял второе место в опросе «Самых величайших треков в истории электронной музыки», проводимого тем же Mixmag. Вдобавок к этому, известный интернет-журнал Dancing Astronaut назвал Tiësto лучшим диджеем 2011 года.
В августе 2012 года, по результатам собственного исследования, всемирно известный журнал Forbes назвал Tiësto самым высокооплачиваемым диджеем в мире, что ранее подтвердило множество изданий, среди которых The Wall Street Journal. По их оценкам, доход голландского диджея составляет около 25 миллионов долларов в год. Немного ранее, тот же Forbes включил голландца в список ста самых влиятельных звёзд планеты, где среди актёров кино, спортсменов и политиков он занял 84 место.
В ноябре 2012 года популярный американский журнал Rolling Stone опубликовал список из 25 лучших диджеев, в котором Tiësto занял первое место.
Он также дважды был номинирован на самую престижную премию в области музыкальной индустрии Грэмми. Впервые в 2008 году, когда в категории «Лучший танцевальный альбом» со своей сверхуспешной пластинкой Elements of Life голландец уступил The Chemical Brothers. Вторая же номинация принесла победу легендарному диджею. Спустя почти 7 лет, 8 февраля 2015 года, на ежегодной церемонии вручения премии Грэмми, традиционно проходимой в Лос-Анджелесе, Tiësto одержал победу в категории «Лучший ремикс» за свою обработку популярной песни All of Me John’а Legend’а.
В 2017 году занял 5 место в списке лучших диджеев мира по версии DJ Magazine.
В 2018 году занял 6 место в Top 100 диджеев мира по версии британского журнала DJ Magazine.
В 2019 году занял 8 место в Top 100 диджеев мира по версии британского журнала DJ Magazine.
В 2020 году занял 16 место в Top 100 диджеев мира по версии британского журнала DJ Magazine.

## Юность
Тейс Вервест родился 17 января 1969 года в городе Бреда (провинция Северный Брабант, Нидерланды). Интерес к музыке у него появился в 12 лет. В возрасте 14 лет он стал уделять музыке больше времени и уже выступал в качестве диджея на школьных вечеринках. Профессионально начал играть в конце 80-х в маленьком ночном клубе The Spock в родном городе Бреда. Клуб вмещал в себя всего около 200 человек, и Tiësto был там единственным диджеем. В начале своей карьеры играл преимущественно музыку в стилях нью-бит и эйсид-хаус, периодически «разбавляя» песнями Мадонны. Псевдоним Tiësto — детское прозвище Tiёst, искажённое на итальянский манер.

## Карьера

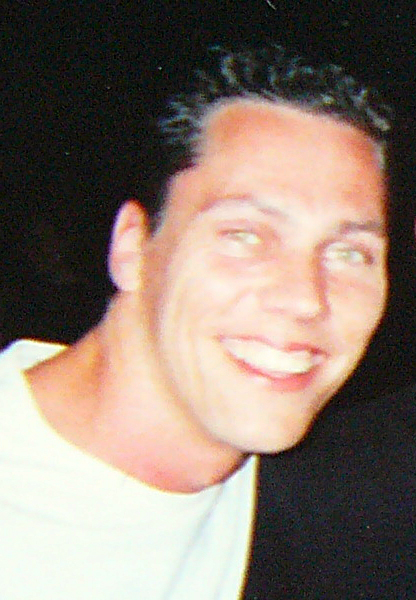
Tiësto в июле 2000

В 1994 году впервые начал выпускать релизы на лейблах Noculan Records, CoolMan и Chemo. В это же время он начал писать музыку в жанрах хардкор-техно и габбер и выпускал её под псевдонимами Da Joker и DJ Limited. Позже его заметил генеральный директор лейбла Basic Recordings Beat, с которым в 1994 году он подписал контракт. В это же время он встретился с Арни Бинк с которым основал суб-лейблы Trashcan, а затем они основали ещё один суб-лейбл Guardian Angel, на котором начала выходить серия популярной, на то время, компиляции Forbidden Paradise. Затем, в период 1995—1996 годов Тиесто побывал на куче лейблов и в 1997 году вместе с Арни они основали свой собственный лейбл Black Hole Recordings. Trashcan они закрыли, а Guardian Angel выпускал музыку до 2002 года. На Black Hole Recordings Тиесто начал выпускал серию компиляций MAGIK а также основал два суб-лейбла In Trance We Trust и SongBird.
В 1998—1999 годах Тиесто выпускал музыку на Planetary Consciousness, где он встретился с A&R Hardy Heller и предложил ему выпустить несколько релизов на Black Hole Recordings. Позже Тиесто начал выпускать одну из самых популярнейших на сегодняшний день компиляцию In Search of Sunrise. Первая серия вышла на SongBird. В 1999 году Тиесто начал сотрудничать с другим известным голландским диджеем Ферри Корстеном, с которым в том же году они создали дуэт Gouryella. Помимо проекта с Ферри Корстеном, Тиесто сотрудничал с Бенно де Гуем из транс-группы Rank 1, под проектом Kamaya Painters. В ноябре 1999 года Тиесто стал резидентом клуба Gatecrasher в Шеффилде. Этот клуб является одним из самых популярных клубов в Англии. Так же в 1999 году Тиесто отыграл его самый длинный, 12-часовой сет в Амстердаме.
В конце 2000 года Тиесто покинул проект Gouryella и решил сосредоточиться на сольной карьере. Позже он выпустил компиляцию In Trance We Trust в котором были треки таких диджеев, как Ферри Корстен, Армин ван Бюрен и Йохан Гайлен. Следующая его компиляция Summerbreeze стала его дебютом в США. В этой компиляции содержался ремикс на композицию Silence, канадской группы Delerium. Этот ремикс был на 10 строчке в Великобританском чарте, а также добрался до третьей позиции в Billboard dance charts. Позже Тиесто создал суб-лейбл Magik Muzik, на котором он стал выпускаться и так же выпускал работы многих других продюсеров. Этот лейбл получил награду за выпуск электронной музыки высокого качества.

### In My Memory (2001—2004)
Популярность Тиесто начала расти в начале 2000-х. В 2001 году он выпустил свой дебютный сольный альбом In My Memory, который содержал 10 синглов и 5 альбомных хитов. 2 февраля 2002 года Тиесто отыграл 9 часовой сет на Dutch Dimension festival. 27 февраля он получил награду Zilveren ('Silver') Harp music award. В том же году он получил премию Lucky Strike Dance Award в категории «Best DJ Trance/Progressive». Позже он отправился в тур с Моби, в котором он путешествовал по США с Моби, Дэвидом Боуи и Бастой Раймс. В январе 2003 года Тиесто получил премию Dutch Popprijs ('Pop Award') на Noorderslag festival. После тура с Моби Тиесто выпустил треки «We Are All Made of Stars» и «Extreme Ways». «We Are All Made of Stars» поднялся на 13 строчку в Hot Dance Club Songs.
После, Тиесто дал сольное выступление «Tiësto Solo», на котором он играл 6 часов один, без участия других диджеев. Тиесто первый кто дал сольный концерт на стадионе. 10 мая 2003 года он впервые выступил на стадионе, где собрал 25 000 человек. Позже это вошло как традиция и Тиесто начал выступать на стадионах, не меньше чем два раза в год. Его живые выступления на стадионах, которые прошли 10 мая 2003 и 30 октября 2004 были выпущены на DVD, под названием «Tiesto in Concert». DVD показывают путь от первоначальной идеи до главного события. В нём живые выступления таких музыкантов как Andain, Dinand Woesthoff, и Jan Johnston. Мероприятие включает в себя живую музыку и танцоров в разные времена во всем наборе. DVD так же содержит информацию о ивенте «The Magic of Envents», а также клип на его трек «Traffic», который так же использовался в рекламе. В 2002, 2003 и 2004 годах Тиесто был признан диджеем #1, по версии мирового рейтинга журнала DJ Magazine.

### Just Be (2004—2007)

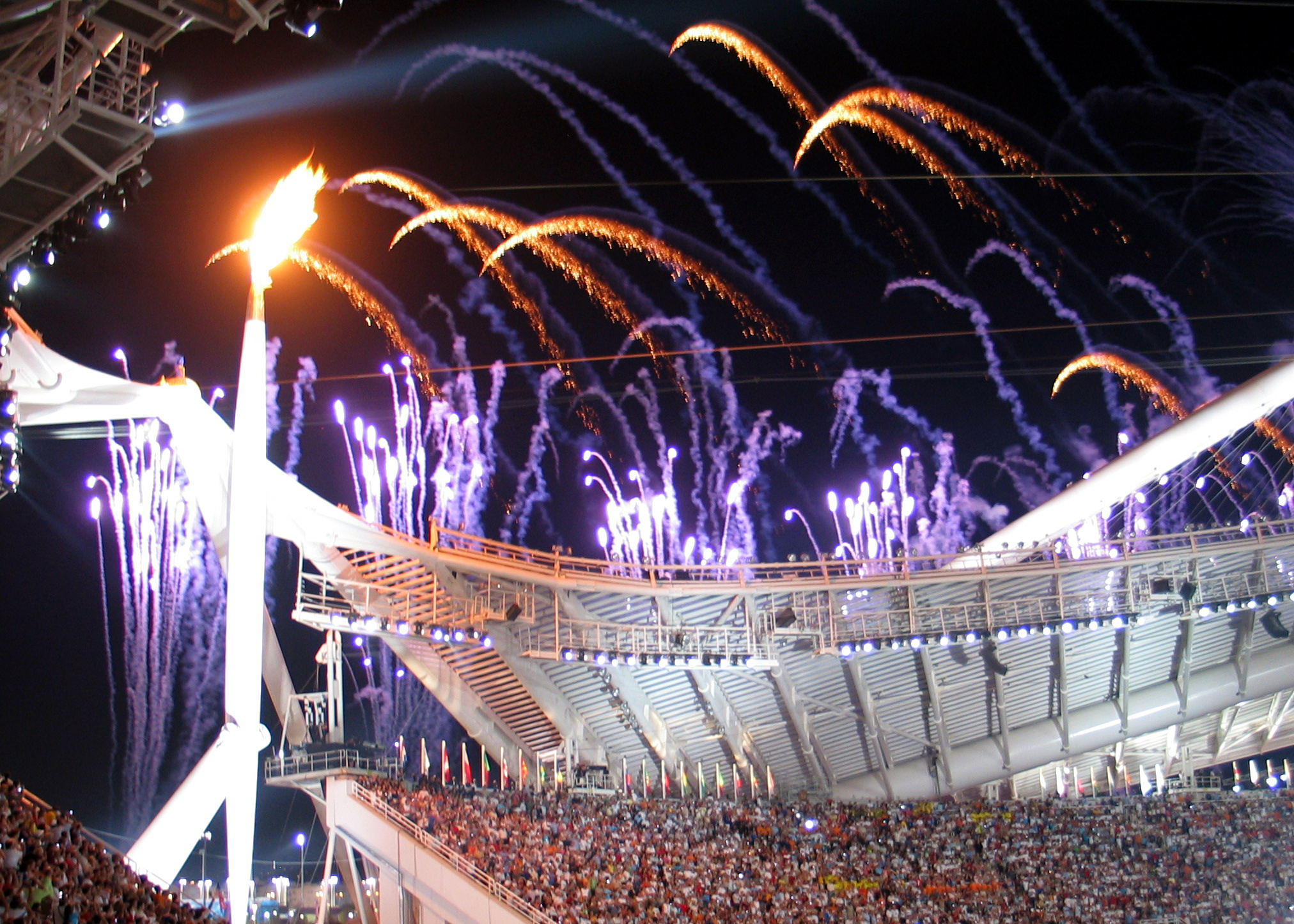
Олимпийский огонь на открытии игр в Афинах, 2004

В 2004 году Тиесто выпускает свой второй сольный альбом «Just Be». Первый сингл с альбома «Traffic» стал первым за 23 года не вокальным треком, который поднялся до первой позиции в голландском чарте. Трек «Sweet Misery» Тиесто писал для группы Evanescence, однако не успел его закончить до выхода их нового альбома. В поддержку нового альбома Тиесто организовывает тур, который назывался «Just Be: Train Tour». С этим туром он выступил в Эйндховене, Утрехте и Амстердаме. 20 мая 2004 года Тиесто был награждён королевой Беатрикс орденом Оранских-Нассау в Нидерландах.
Затем Организационный Комитет Олимпийских Игр в Афинах пригласил Тиесто выступить в качестве диджея на открытии Олимпийских игр в Афинах. Тиесто стал первым диджеем, отыгравшим сет на таком мероприятии. Тиесто прилетел в Афины в январе 2004 года, чтобы встретиться с Организационным Комитетом. Его DVD «Tiesto in Concert» привлекло комитет и ему было предложено написать несколько треков, как «Adagio for Strings». Первая репетиция была в субботу 7 августа на пустом стадионе, вторая в воскресенье 8 августа и собрала уже 35 000 человек. Наконец, во вторник 10 августа выступление собрало 60 000 человек, но во время сета возникли технические проблемы.

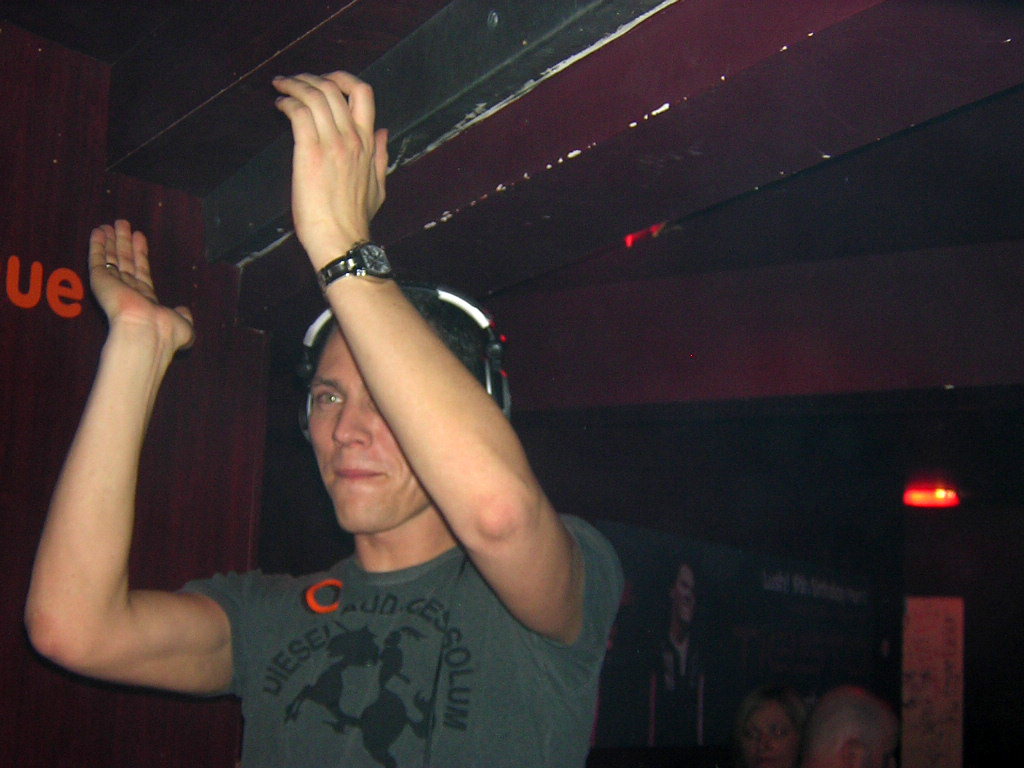
Тиесто в Северной Ирландии 5 марта 2005

Специально для этого мероприятия Тиесто написал целый сборник, который назвал «Parade of The Athletes» и выпустил его в октябре 2004 года. В сборнике не было вокальных треков.
В конце 2004 года Тиесто начал гастроли по Латинской Америке и продолжал их до 2005 года. В ходе гастролей он побывал в Бразилии, Аргентине, Панаме, Перу, Коста-Рике, Уругвае, Парагвае, Эквадоре, Венесуэле и Колумбии. Так же в ходе тура он выпустил компиляцию «In Search Of Sunrise 3: Panama», а уже после тура «In Search of Sunrise 4: Latin America».
В 2005 году он выпустил компиляцию «Perfect Remixes Vol. 3» на лейбле «Warlock Records». Компиляция содержала треки, которые Тиесто написал в начале своей карьеры, но не выпустил ранее. 20 августа 2005 года Тиесто снова выступает в Лос-Анджелесе, в Мемориальной Арене спорта, в рамках «Tiesto in Concert». С ним выступали танцоры из Cirque du Soleil. После Тиесто дал новогодний концерт в Лас-Вегасе на Арене Орлеан. Затем его тур прервался, поскольку концерты в Новом Орлеане и Майами были отменены из-за ущерба, который нанёс ураган. Затем журнал «BPM», который представлен WMC признал Тиесто номером один во всём мире.
В том же, 2005 году в Амстердамском Музее мадам Тюссо была сделана восковая скульптура, в которой Тиесто стоит за пультом. Остановки, с его лицом были сделаны в таких странах как Украина, Словакия, Польша, Румыния, Сербия, Македония, Венгрия, Чехия, Турция, Хорватия и ЮАР.
В 2006 году Тиесто выступил на самом крупном электронном фестивале Sensation White, которое собрало более 45000 зрителей. Затем он выпустил компиляцию «In Search of Sunrise 5: Los Angeles». В сентябре того же года Тиесто попал в больницу из-за сильной боли в груди. Ему был поставлен диагноз перикардит. В связи с этим он отменил ряд концертов. Но позже, несмотря на поставленный диагноз, Тиесто выступил на «Dance4Life» с одноимённым треком.
6 апреля 2007 года Тиесто запустил своё радио-шоу, которое он назвал Club life. Шоу транслируется на голландской радиостанции «Radio 538».

### Elements of Life (2007—2009)

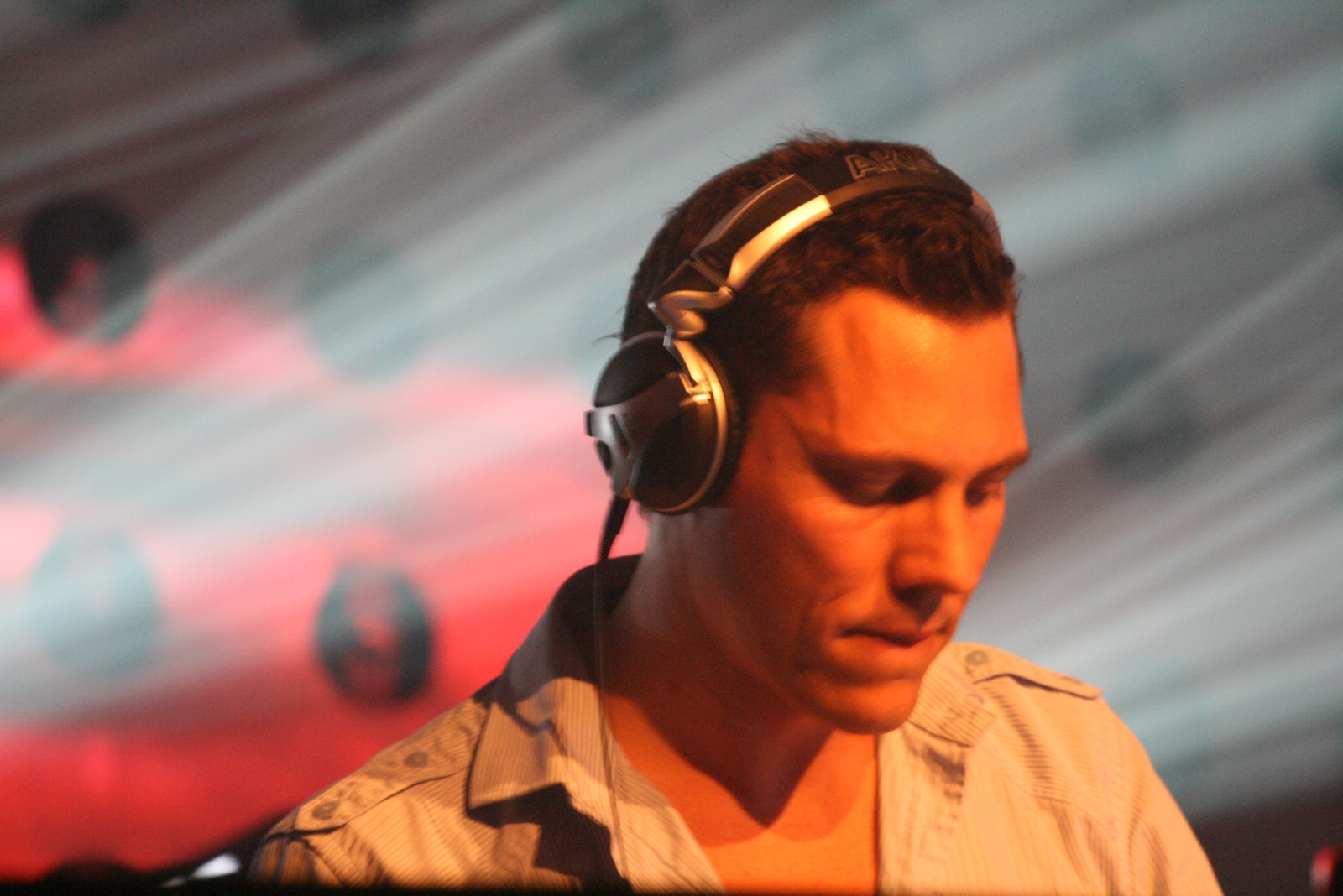
Тиесто во время тура Elements of Life, Амстердам, 16 марта 2007

16 апреля 2007 года Тиесто выпускает свой третий студийный альбом «Elements of life», который сразу же был продан тиражом 73 000. Во время записи альбома Тиесто сотрудничал со многими новыми вокалистами, с которым раньше и не виделся. Так он встретился с Кристианом Бёрнсом через сеть MySpace и записал с ним сингл «In The Dark». Во время записи альбома Тиесто так же активно экспериментировал со стилями и со звуком. В этом альбоме появляется композитор и вокалист BT, с которым Тиесто сотрудничал в предыдущем альбоме. С ним они записали синглы «Bright Morningstar» и «Sweet Things». А вот в треке «Break my Fall» BT выступает в качестве вокалиста. В декабре 2007 года альбом был номинирован на Грэмми в категории «Лучший электронный/танцевальный альбом». Так же альбом получил золотые сертификаты в Бельгии, Румынии, Венгрии и в Нидерландах. 3 ноября 2007 года Тиесто выпустил 6 серию сборника « In Search Of Sunrise».
В поддержку альбома Тиесто организовал мировой тур, который назвал «Elements of Life: World Tour». 29 февраля 2008 года Тиесто в рамках тура выступил в Лондоне в клубе IndigO2. Выступление в рамках тура «Elements. of Life: World Tour» в Копенгагене на Паркен Стадион было записано и издано на 2-х дисковом DVD, включающем помимо концерта ещё и документальный фильм о туре «On Road».
В то же время Тиесто стал резидентом клуба «Priveledge» на Ивисе, где он с 7 июля по 22 сентября играл каждый понедельник.
28 апреля Тиесто выпускает «Elements of Life: Remixed». Позже объявляет о выходе « In Search Of Sunrise: Summer Tour 2008».

### Kaleidoscope (2009—настоящее время)

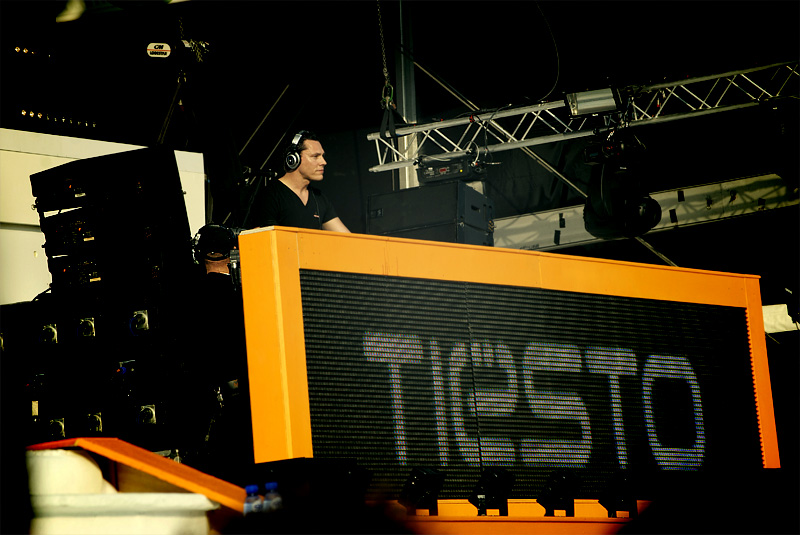
Тиесто в Амстердаме, 30 апреля 2009

6 октября 2009 года Тиесто выпускает свой четвёртый альбом Kaleidoscope. При записи этого альбома он сотрудничал с такими музыкантами, как Tegan и Sara, Нелии Фуртадо и Кальвин Харрис. В этом альбоме Тиесто отошёл от своего привычного трансового стиля и перешёл к электро-хаусу. Первый сингл с альбома «I Will Be Here», записанный совместно с «Sneaky Sound System» был выпущен в июле 2009 года. В первые недели после выхода альбом поднялся в Топ-10 на iTunes.
Для записи этого альбома Тиесто создал новый лейбл, который назвал «Musical Freedom». Это было связано с тем, что Тиесто развивал новое электронное направление. Его предыдущий лейбл «Black Hole Recordings» оказывал ему поддержку. Мировой тур в поддержку альбома начался в конце сентября 2009 года.
Также Тиесто написал треки для видеоигр DJ Hero и DJ Hero 2.
16 марта 2010 года Тиесто выпустил сборник «Magikal Journey — The Hits Collection 1998—2008», который состоит из двух дисков и содержит его самые известные работы, в период с 1998 по 2008 годы.
7 апреля 2010 года Тиесто объявил, что собирается запустить новую серию компиляций «A New Dawn», которая будет выпускаться на его новом лейбле «Musical Freedom». Так же он объявил, что больше не имеет отношения к лейблу «Black Hole Recordings».
31 августа 2010 года вышел Kaleidoscope: Remixed.
4 апреля 2011 года вышла компиляция «Club Life: Volume One Las Vegas».
13 июня 2011 года Тиесто выпустил свой пятый студийный альбом, который он назвал «Kiss From The Past». Альбом вышел под псевдонимом «Allure» на лейбле «Magik Muzik». Несмотря на то, что Тиесто уже специализировался на хаус-музыке альбом полностью записан в его предыдущем жанре транс. В альбоме присутствуют такие вокалисты как Джес, Эмма Хьюит, Кристиан Бёрнс, Джеза.
5 сентября 2011 года был выпущен сингл «Maximal Crazy», который несколько недель не слезал с первой позиции в чарте онлайн-магазина «Beatport».
24 апреля 2012 года Тиесто выпустил компиляцию «Club Life: Volume Two Miami».
11 июня 2013 года вышла новая компиляция «Club Life: Volume Three Stockholm».
18 мая 2015 года была выпущена компиляция «Club Life: Volume Four New York City».
10 ноября 2017 года вышла завершающая компиляция из серии: «Club Life: Volume Five China».
18 мая 2018 года был выпущен сингл «Jackie Chan».

## Личная жизнь
В сентябре 2019 года, Tiësto женился на модели Аннике Бэкес (Annika Backes). Торжественная церемония в узком кругу друзей и родных прошла в пятизвездочном отеле Амангири посреди пустыни и каньонов, штат Юта.
12 ноября 2020 года у Tiësto родилась дочь, которую назвали Виола Маргрет Вервест. 27 августа 2022 года у них родился второй ребенок, сын.

## Краткий обзор наград
2015:
Grammy за ремикс John Legend — All Of Me (Tiësto’s Birthday Treatment Mix)
2009:
WMC Awards Miami (IDMA):
«Лучший сольный артист планеты»
«Лучший mix-CD» («In Search Of Sunrise 7: Asia»)
Club life — «Лучшее подкаст-шоу»
2008:
WMC Awards Miami:
«Лучший диджей планеты»,
«Лучший mix-CD» («In Search Of Sunrise 6: Ibiza»)
2007:
Номинант премии Grammy, в категории «Best Electronic/Dance Album»
BUMA Awards Nederland:
«Самый продаваемый нидерландский артист»
«Награда за музыкальные достижения»
Trance Awards: «Лучший ремиксер»
WMC Awards Miami:
«Лучший диджей планеты»,
«Лучший трек» («Dance4Life»),
«Лучший mix-CD» («In Search Of Sunrise 5: Los Angeles»)
2006:
3 FM Award: «Лучший танцевальный артист»
D-Mode Award Argentina: «Лучший международный DJ»
Dance Music Awards Germany: «Лучший международный DJ»
TMF Award Nederland: «Лучший танцевальный диджей»
TMF Award Belgium: «Награда за жизненные достижения»
2005:
Dance Music Awards Germany: «Лучший танцевальный артист»
Edison Music Award: «Лучший альбом» («Just Be»)
Release Dance Award: «Лучший танцевальный артист»,
«Лучший международный DJ»
TMF Award Belgium: «Лучший международный DJ»
TMF Award Nederland: «Лучший национальный танцевальный артист»,
«Сингл года»,
«Награда за жизненные достижения»
WMC Awards Miami: «Лучший саунд-продюсер»,
«Лучший трек» («Love Comes Again»),
«Лучший европейский DJ»
2004:
DJ Mag Top 100: Первое место
Ibiza DJ Award: «Лучший международный DJ»
ID&T Dutch Award: «Лучший DJ» (опрос публики)
TMF Award Belgium: «Лучший международный DJ»
TMF Award Nederland: «Лучший национальный DJ»,
«Лучший национальный танцевальный артист»
WMC Awards Miami: «Лучший международный DJ»
World Music Award: «Самый продаваемый нидерландский артист»
2003:
DJ Mag Top 100: Первое место
ID&T Dutch Award: «Лучший DJ» (опрос профессионалов),
«Лучший DJ» (опрос публики)
Mixmag Award: «Лучший резидент Ивисы»
MTV Europe Award: «Лучший нидерландский артист»
Radio 538 Award: «Награда симпатий аудитории»
TMF Award Belgium: «Лучший международный танцевальный артист»
TMF Award Nederland: «Лучший национальный DJ»,
«Лучший национальный танцевальный артист»
World Dancestar USA: «Лучший международный DJ»
2002:
DJ Mag Top 100: Первое место
Ibiza DJ Award: «Лучший прогрессивный DJ»
World Dancestar U.K.: «Лучший международный клубный DJ»

## Дискография

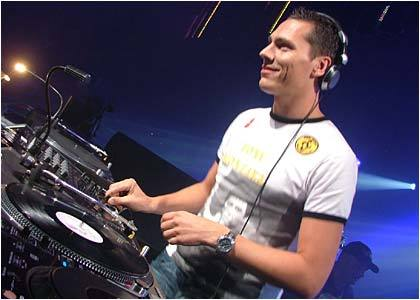
Tiesto в клубе на презентации Elements Of Life

### Студийные альбомы
- «In My Memory» (2001)
- «Just Be» (2004)
- «Elements of Life» (2007)
- «Kaleidoscope» (2009)
- «Kiss From The Past» (выпущен под псевдонимом Allure) (2011)
- «A Town Called Paradise» (2014)
- «The London sessions» (2020)
- «DRIVE» (2023)

## Интересные факты
- Первый диджей, которому было предложено играть на открытии олимпийских игр в Афинах в 2004 году.
- Три раза подряд становился лучшим диджеем планеты по версии DJ Mag[21].
- Tiësto запустил собственную модную линию под названием CLUB LIFE, включающую в себя коллекцию футболок, которые отлично подойдут для вечеринок и ночных клубов. C 8 декабря одежду Tiësto можно приобрести в двух американских бутиках: Kitson (Лос-Анджелес) и Atrium (Нью-Йорк)[22][23].
- Tiësto болеет за лондонский «Арсенал»[24] и миланский Интер[25][значимость?].
- Человек, выпивший почти двойную смертельную дозу Red Bull[26].
- Самый богатый диджей-музыкант[27].